# Mezen (cheval)
Vous lisez un « bon article » labellisé en 2017.
Pour les articles homonymes, voir Mezen (homonymie).
Le Mezen (russe : Мезенская) est une race de chevaux de trait sélectionnée au Nord-Est de l'oblast d'Arkhangelsk et dans la République des Komis, en Russie. D'origine peu claire, proche du poney estonien, du Finlandais et du Petchora, il appartient originellement à la famille des petits chevaux du Nord de l'Europe. À partir des années 1950, des croisements avec l'Ardennais visent à améliorer sa capacité de traction lourde.
La race est reconnue pour sa très grande rusticité, lui permettant de travailler sur la neige épaisse et de se nourrir de poisson gelé pendant l'hiver. Le Mezen convoyait autrefois des chargements de poisson frais entre Arkhangelsk et Saint-Pétersbourg. La race est désormais employée pour le travail, le sport et le tourisme vert. Elle est menacée de disparition, les effectifs majoritairement détenus par des propriétaires privés étant très locaux, et réduits à quelques dizaines de juments aptes à se reproduire.

## Dénomination
En russe, il est nommé Mezenskaya,. Il existe des variantes dans la transcription du nom, communes dès lors qu'il s'agit des langues slaves. Ainsi, la race peut être référencée sous le nom de « Mezien » (le site de CAB International indiquant qu'il s'agit d'une erreur).

## Histoire
Il appartient au groupe des poneys du Nord de la Russie,.
La création de la race Mezen pourrait être due à l'exil du prince Galitzine, qui en 1711 fonde un haras près de la Pinega, dans la province d'Arkhangelsk, et y transfère son cheptel moscovite. Il met ses étalons à disposition des paysans locaux. Le brassage entre ses chevaux et la race locale aboutit à cette race dite de Mezen. Une autre version évoque un envoi de chevaux danois effectué par Catherine II en 1768. Aucune de ces deux versions ne fait l'unanimité. Quoi qu'il en soit, l'influence de la sélection naturelle sévère due au biotope est prépondérante tout au long des 200 années que dure la formation de la race.
Le Mezen a reçu diverses influences. Il semble descendre du cheval des forêts du Nord, et a été croisé avec le poney estonien, des chevaux danois, du Holstein et du Mecklembourg, le Finlandais, et divers trotteurs. À partir des années 1950, c'est essentiellement avec l'Ardennais que les croisements s'effectuent,. Les efforts des zootechniciens russes portent alors sur un accroissement de la taille, afin de rendre le Mezen apte à la traction lourde.
En 1990, un recensement permet de comptabiliser 1 339 sujets appartenant à la race, dont 45 étalons. L'institut scientifique et de recherche d'Arkhangelsk prend des mesures pour protéger la race en 1993, notamment à travers la mise en place de haras de conservation spécialisés, et de lancement d'études sur cette population de chevaux. En 2016, le gouvernement de l'oblast d'Arkhangelst finance une étude sur le potentiel d'élevage des chevaux dans la région, préconisant de s'appuyer sur la race locale.

## Description
Le Mezen est avant tout un cheval de trait, appartenant au même groupe que le Žemaitukas et le cheval estonien. Il est également proche extérieurement du Finlandais, du Viatka et du Petchora.
Originellement, les mâles toisaient environ 1,38 m, pour un poids de 360 kg en moyenne chez les juments, et 375 kg chez les étalons. La sélection menée pour l'adapter à la traction lourde a accru la taille et le poids. À la fin du XIXe siècle, l'encyclopédie de Simonoff donne une moyenne d'environ 1,50 m. Hendricks (université d'Oklahoma, 2007) donne un chiffre d'1,52 m. Le guide Delachaux (2016) cite une fourchette d'1,48 m à 1,58 m. La race se divise en deux types, un léger et un lourd. Le plus léger présente un profil de tête concave.
La tête présente un front large, et est surmontée de petites oreilles. L'encolure est musclée, le poitrail large, le dos plutôt long et droit, le corps allongé et la croupe inclinée. Les postérieurs présentent souvent des jarrets de vache. Les sabots sont solides.
Le Mezen dispose de bonnes allures. La robe peut être de couleur très variable, en particulier le bai sous toutes ses nuances, le bai-brun, le noir, le gris ou l'alezan,. La race est particulièrement robuste, subissant des conditions climatiques rudes, avec une forte amplitude thermique. Elle a développé une résistance aux insectes locaux et une adaptation biologique aux températures extrêmes. Elle est citée pour sa capacité à survivre sur une nourriture à base de mousses et de poissons gelés trouvés le long des rives, si du foin n'est pas disponible. Si l'un de ces chevaux est coincé dans la neige jusqu'à la poitrine, il est réputé pouvoir « sauter, comme une souris ».
Douze sujets de la race ont fait l'objet d'une analyse génétique pour déterminer leurs liens avec d'autres races de chevaux russes et européennes. Le Mezen est génétiquement proche du Viatka, et surtout du Bouriate,. Il présente deux allèles qui n'existent chez aucune des quinze autres races étudiées,. Il appartient au même cluster que le trotteur d'Orlov.

## Utilisations

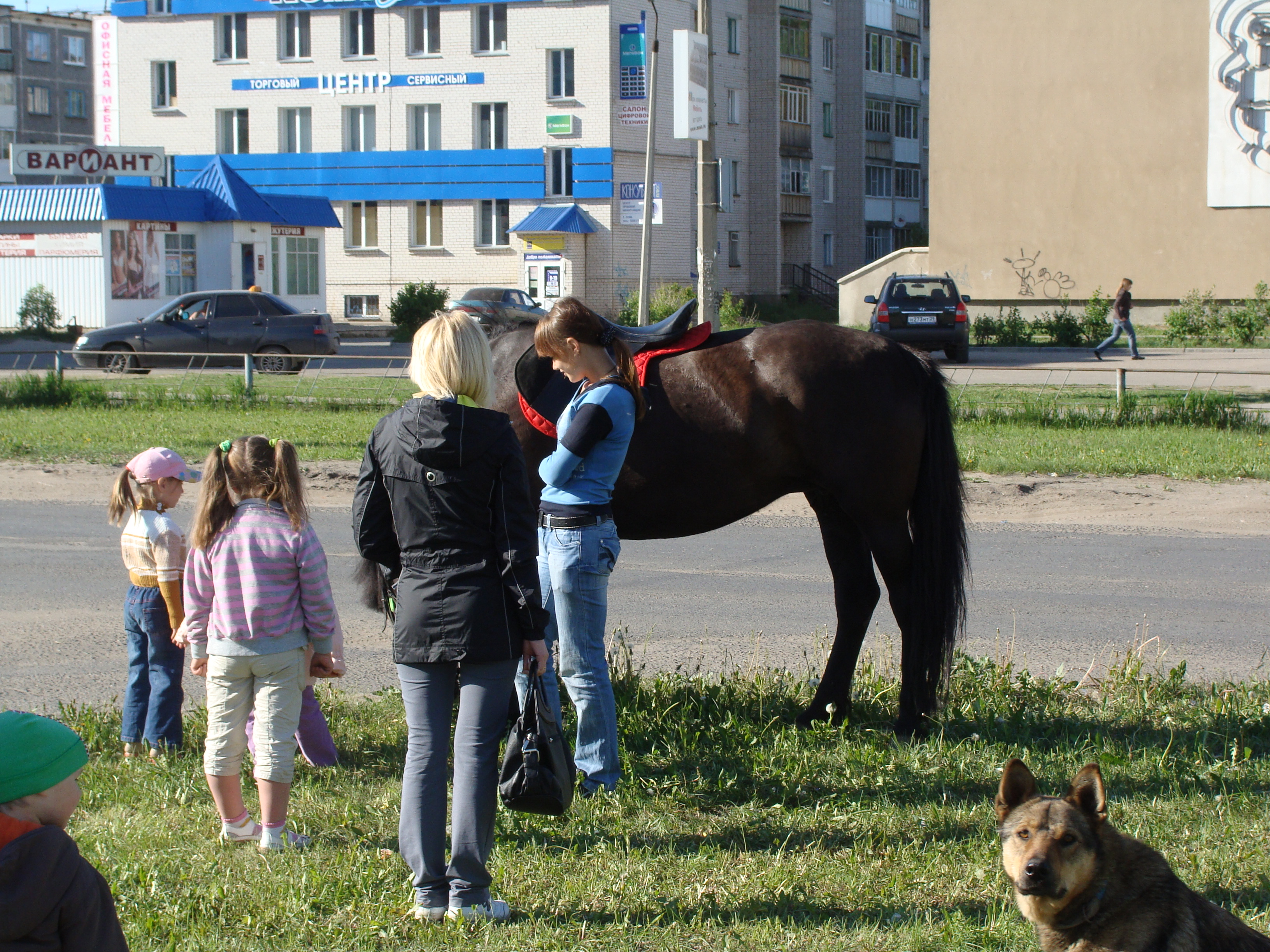
Mezen utilisé sous la selle à Kotlas.

Le Mezen convoyait autrefois des chargements de poisson frais entre la région d'Arkhangelsk et Saint-Pétersbourg,. C'est un cheval de travail agricole et forestier, employé en fonction des besoins pour la traction agricole lourde et le débardage. Il est connu pour sa bonne capacité de travail, en particulier pour tracter sur les couches épaisses de neige. La race a été testée en 2011, permettant de mettre en lumière son importante force d'action sous les climats sévères.
Le Mezen reste employé pour les déplacements dans des zones difficiles d'accès. Plus récemment, la race est utilisée à des fins sportives, ainsi que pour le tourisme vert. Cette race représente encore une importante ressource pour les personnes qui vivent de l'agriculture et du pastoralisme.

## Diffusion de l'élevage

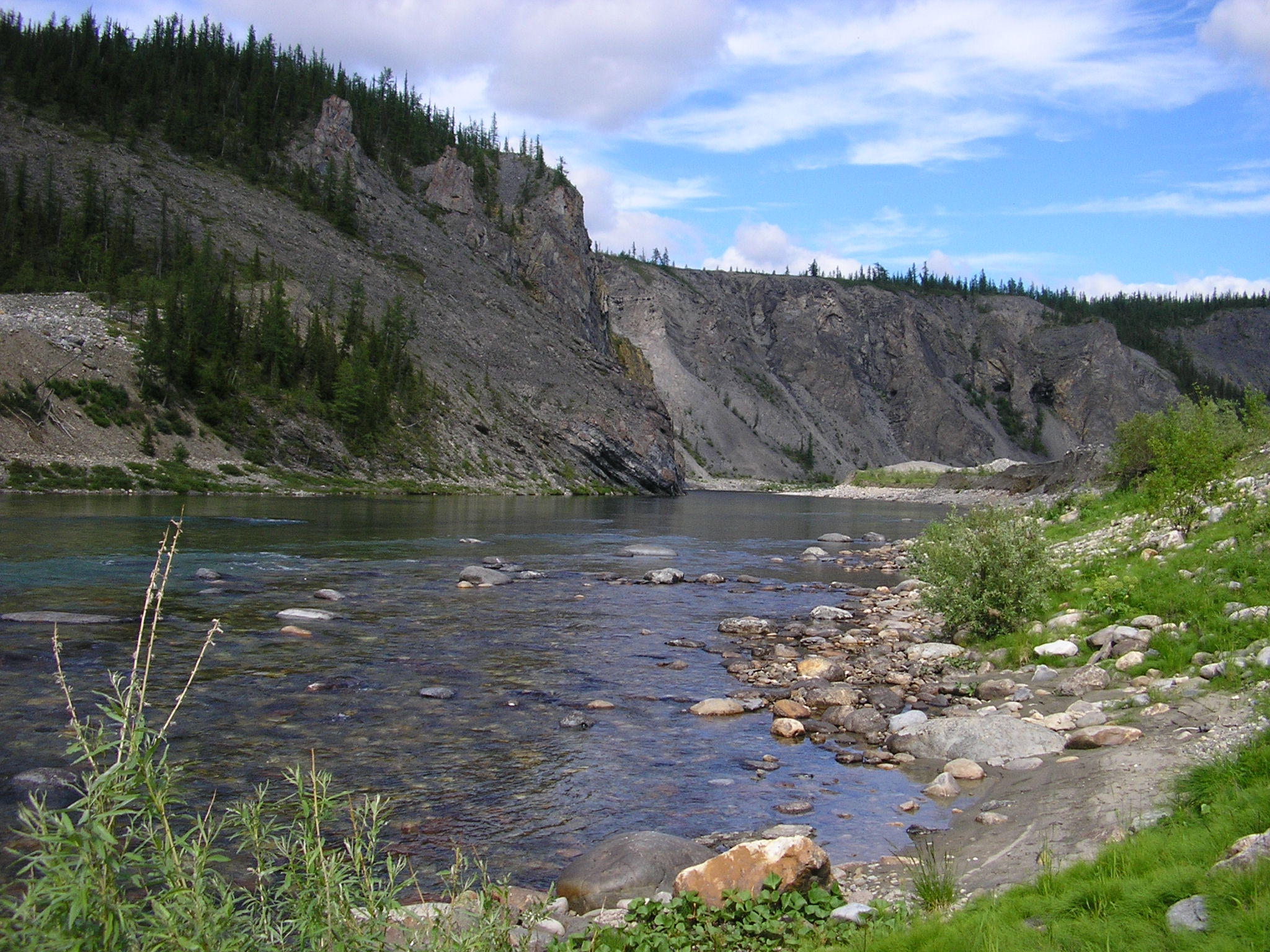
Biotope de la République des Komis.

Il existe deux zones d'élevage majeures, l'une au nord-est de l'oblast d'Arkhangelsk et l'autre dans la République des Komis, en Russie.
L'étude de l'Organisation des Nations unies pour l'alimentation et l'agriculture (FAO) publiée en 2000 signale le Mezen comme étant une race rare et vulnérable. En 2003, le recensement publié donne un cheptel de 3 990 têtes. Une étude de conservation publiée en 2005 indique un état critique du cheptel, seules 64 juments en âge de procréer étant recensées sur le millier de chevaux Mezen trouvés. Malgré cette rareté, en 2005, le Mezen ne fait pas partie de la banque de gènes des animaux domestiques rares du Nord (Nordisk GenBank husdyr, NGH). L'étude menée par l'université d'Uppsala, publiée en août 2010 pour la FAO, signale le Mezen comme race locale qui n'est pas menacée d'extinction.
La propriété des chevaux Mezen a évolué. À l'époque soviétique, ces animaux étaient détenus dans les kolkhozes. En 2003, 62 % du cheptel de la race appartient à des particuliers. La région de la ville de Mezen se prête au développement de l'élevage extensif.